# La calle junto a la luna
 La calle junto a la luna  es una película en blanco y negro de Argentina dirigida por Román Viñoly Barreto sobre el guion de Ulyses Petit de Murat que se estrenó el 25 de octubre de 1951 y que tuvo como protagonistas a Narciso Ibáñez Menta, Isabel Pradas y Diana Ingro.

## Sinopsis
Sobre la vida de Evaristo Carriego, poeta fundamental del tango, y el Buenos Aires de su tiempo.

## Reparto
- Narciso Ibáñez Menta …Evaristo Carriego
- Isabel Pradas
- Diana Ingro
- Raúl del Valle
- Elisardo Santalla
- María Armand
- Silvia Labardén
- Carlos Belluci
- Iris Láinez
- Juan Carrara
- Luis de Tejada
- Ángel Laborde …Florencio Sánchez
- Néstor Atilio Yoan …Enrique Carriego
- Enrique Serrano…Charles de Soussans
- Amalia Bernabé
- Fernando Siro
- Mario Cossa …Niño inválido
- Francisco Barletta
- Nicandro Fuente

## Comentarios
El semanario Marcha de Montevideo opinó:

”Mucho de lo que Carriego cantó está aquí aludido, casi siempre en imágenes y alguna vez (minutos iniciales) con virtuosismo de cámara y de luz.”

Por su parte Manrupe y Portela escriben :

”Otra biografía de Ibáñez Menta afectado y gesticulante. En la descripción del ambiente está lo mejor de esta película, lenta pero de lirismo infrecuente para el género.”